# Бидефорд (Мејн)
Бидефорд (енгл. Biddeford) град је у америчкој савезној држави Мејн.

## Демографија
По попису из 2010. године број становника је 21.277, што је 335 (1,6%) становника више него 2000. године.
| Група             | 2000.          | 2010.          |
| Белци             | 20.147 (96,2%) | 19.956 (93,8%) |
| Афроамериканци    | 133 (0,6%)     | 207 (1,0%)     |
| Азијати           | 208 (1,0%)     | 352 (1,7%)     |
| Хиспаноамериканци | 137 (0,7%)     | 352 (1,7%)     |
| Укупно            | 20.942         | 21.277         |